# 缸窑街道
缸窑街道，是中华人民共和国河北省唐山市路北区下辖的一个乡镇级行政单位。

## 行政区划
缸窑街道下辖以下地区：
前后村楼第一社区、前后村楼第二社区、秦华楼社区、缸窑热电厂楼社区、三益楼第一社区、三益楼第二社区、荣华楼社区、高各庄楼社区、明华楼社区、钢北楼社区和三益新村社区。